# Resolução 312 do Conselho de Segurança das Nações Unidas
A Resolução 312 do Conselho de Segurança das Nações Unidas, adotada em 4 de fevereiro de 1972, após reafirmar resoluções anteriores sobre o assunto e deplorar aqueles que as não cumpriram, o Conselho instou Portugal a reconhecer imediatamente o direito dos povos de suas colônias à autodeterminação, cessar todos os actos de repressão contra os povos de Angola, Moçambique e Guiné (Bissau), retirar as suas forças armadas daquelas áreas, promulgar amnistia política incondicional e transferir o poder a instituições representativas autóctones livremente eleitas.
O Conselho apelou então aos Estados para que se abstivessem de oferecer ao Governo português qualquer assistência militar que lhe permitisse continuar a reprimir os povos dos seus territórios e solicitou ao Secretário-Geral que acompanhasse a implementação da presente resolução e informasse periodicamente.
A Resolução 312 foi aprovada com nove votos e seis abstenções da Argentina, Bélgica, França, Itália, Reino Unido e Estados Unidos.